# Serge Herbin
 (mars 2013).
Si vous disposez d'ouvrages ou d'articles de référence ou si vous connaissez des sites web de qualité traitant du thème abordé ici, merci de compléter l'article en donnant les références utiles à sa vérifiabilité et en les liant à la section « Notes et références ».
Serge Herbin est un présentateur, animateur et auteur, né le 28 novembre 1960 à Brécey.

## Biographie
Entré comme animateur en 1985 sur Radio Profil à Saint James, il devient professionnel en 1987. En 1995, il se spécialise dans la présentation de courses de voiles océaniques et devient présentateur des courses organisées par la société Pen Duick. Repéré par d'autres organisateurs, il est devenu la voix des pontons et par voie de conséquence le présentateur incontournable des courses de voile[réf. nécessaire].
Fort d'une grande expérience, on note dans ses références : La Route du Rhum, la Transat Jacques Vabre, la Transat AG2R, la Course de l'Europe, la Transat BPE, la Solitaire du Figaro, etc.
Parmi ses présentations outre-Atlantique, il convient de retenir : Brésil, Costa Rica, Guadeloupe, Saint-Barthélemy, Martinique, Marie Galante.
Auteur :
En 2018, il a écrit la biographie du navigateur Bob Escoffier dans le livre  "La mer pour horizon"  paru aux éditions City.
En 2019, il a écrit l'histoire de Fabienne Gauclin, "Si mon fils ne veut plus vivre" sorti le 4 septembre 2019 aux éditions City.
En 2020, il a écrit "Carnet de vol d'une hôtesse de l'air" sorti le 19 août 2020 aux éditions City. Les confidences de Fabienne Baron, hôtesse chez Air-France depuis 30 ans.
En 2021, il a écrit "Histoires insolites du cinéma français" aux éditions City. Sortie en septembre 2021.
En 2022, il a écrit "Mon corps, ma prison". L'histoire d'Hatice Karakuyu. Paru aux éditions City en mars 2022.
En 2022, il a écrit "La ferme maudite". Roman policier sorti en novembre 2022.
En 2023 il a écrit pour Karoline Blandin "Dans les coulisses". Octobre 2023 paru aux éditions City.
Il est également comédien dans le spectacle Trouvetou et Pompon, spectacle burlesque de magie comique et a tourné dans le film de Christophe Blanc Une Femme d'extérieur aux côtés d'Agnès Jaoui et en 2013 dans le téléfilm Meurtres à Saint-Malo aux côtés de Bruno Solo.